# Carol Bove
Carol Bove (Ginebra, 1971) es una artista contemporánea estadounidense.  

## Biografía
Nació en 1971 en Ginebra, Suiza, de padres estadounidenses. Bove (pronunciado bo-VAY) se crio en Berkeley, California y se mudó a Nueva York en la década de 1990. Se graduó de la Universidad de Nueva York en 2000. Fue artista residente en la Galería de Arte de la Universidad de Yale en 2010, donde realizó una investigación sobre la historia de la arquitectura en el campus de Yale y el efecto de los gustos cambiantes en la conservación de la pintura en la colección de la Galería. Vive y trabaja en Brooklyn, Nueva York.
Entre 2009 y 2013, fue profesora asociada de arte de estudio en el Departamento de Arte y Profesiones Artísticas de Steinhardt en la Universidad de Nueva York.

### Trayectoria artística

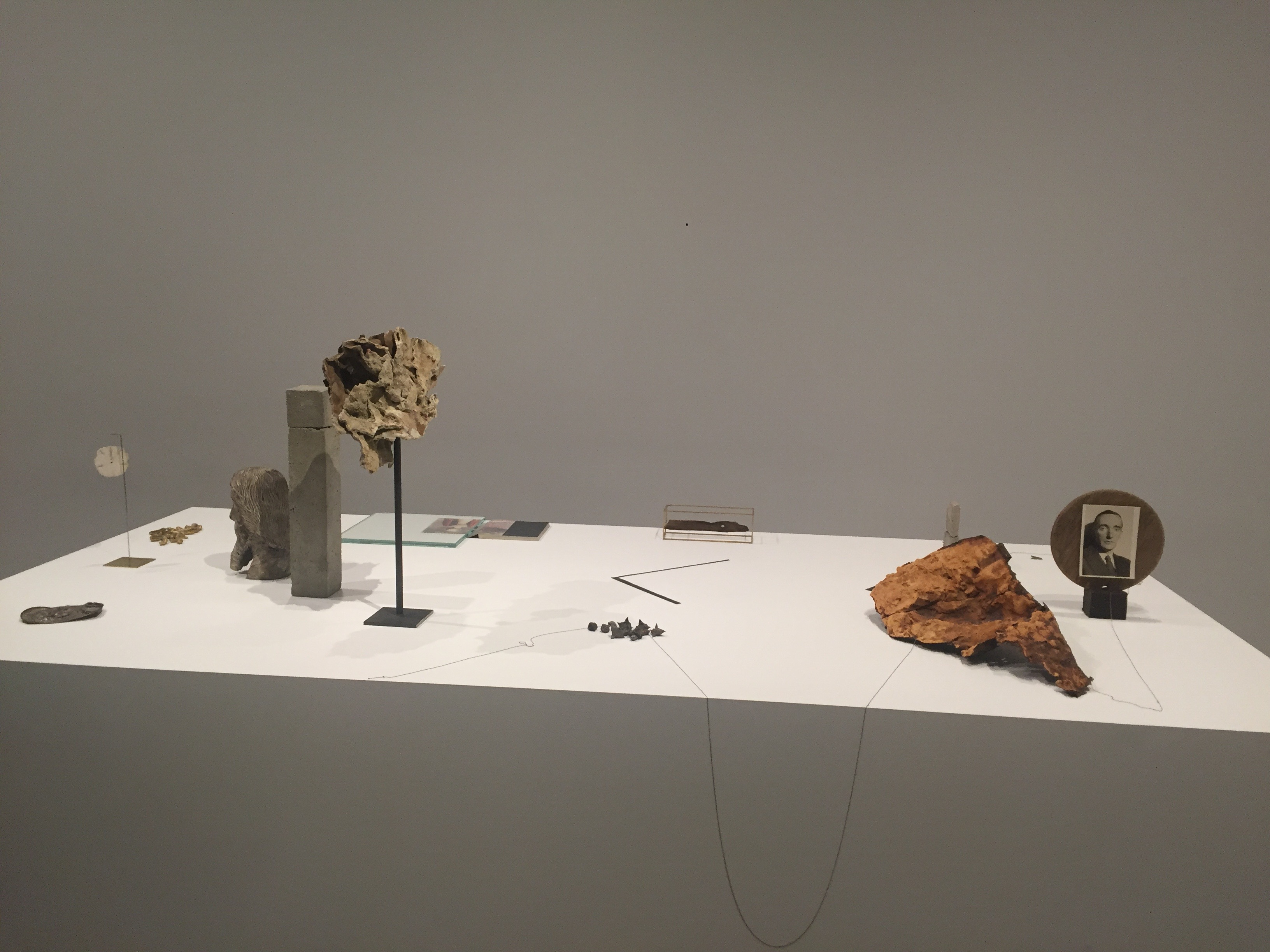
La Traversee difficile (La travesía difícil), 2008. Acero, vidrio, plata, madera, hormigón, cera, bronce, latón, aluminio, semillas, coral, espuma aislante, papel, conchas, rocas y fotografía encontrada. 73 5/8 x 98 x 48 pulgadas (187 x 243,8 x 121,9 cm). La Colección Jumex, Ciudad de México.

La práctica artística de Bove abarca la escultura, la instalación y el dibujo, utilizando una amplia gama de materiales, incluidos acero, hormigón, libros, madera flotante, plumas de pavo real, conchas marinas y espuma. Su obra juega con cuestiones de materialidad, re-presentando y actualizando estrategias históricas de exhibición. Como señala la historiadora del arte Johanna Burton, «Bove une las cosas no para empujar los impulsos asociativos a un juego libre impulsado por el inconsciente, sino para evocar una especie de enredo afectivo que interrumpe cualquier narración histórica singular».

## Obra
Sus obras varían en forma y medio, desde dibujos en tinta de mujeres desnudas tomados de revistas antiguas de Playboy hasta esculturas compuestas de estanterías seleccionadas con volúmenes de las décadas de 1960 y 1970. En sus exposiciones e instalaciones ha incluido el trabajo de otras personas artistas. En una muestra de 2007 en Maccarone, presentó obras del artista Bruce Conner, el comerciante de libros de Berkeley Philip Smith y el pintor Wilfred Lang. Bove diseñó su instalación de 2014, Setting for A. Pomodoro, que presenta un conjunto barroco de madera flotante, plumas de pavo real, pedestales y bases, como escenario para una escultura del modernista italiano Arnaldo Pomodoro . Cada vez que se ha exhibido la instalación, se ha presentado una escultura de Pomodoro diferente.
Es conocida por sus esculturas a gran escala, descrito por ella misma como "grandes, pesadas, pero frágiles". Sus esculturas se exhiben a menudo al aire libre o en espacios públicos. Por ejemplo, la escultura de acero y madera petrificada Lingam se instaló en City Hall Park en Nueva York como parte de la exposición colectiva de verano de 2016, The Language of Things. Su muestra de 2013, Caterpillar, presentó siete esculturas a gran escala creadas específicamente para el High Line en Rail Yards en Nueva York.
En 2016, después de trabajar en un estudio en Red Hook, Brooklyn durante muchos años, se trasladó a una antigua fábrica de ladrillos cerca del paseo marítimo de Brooklyn.

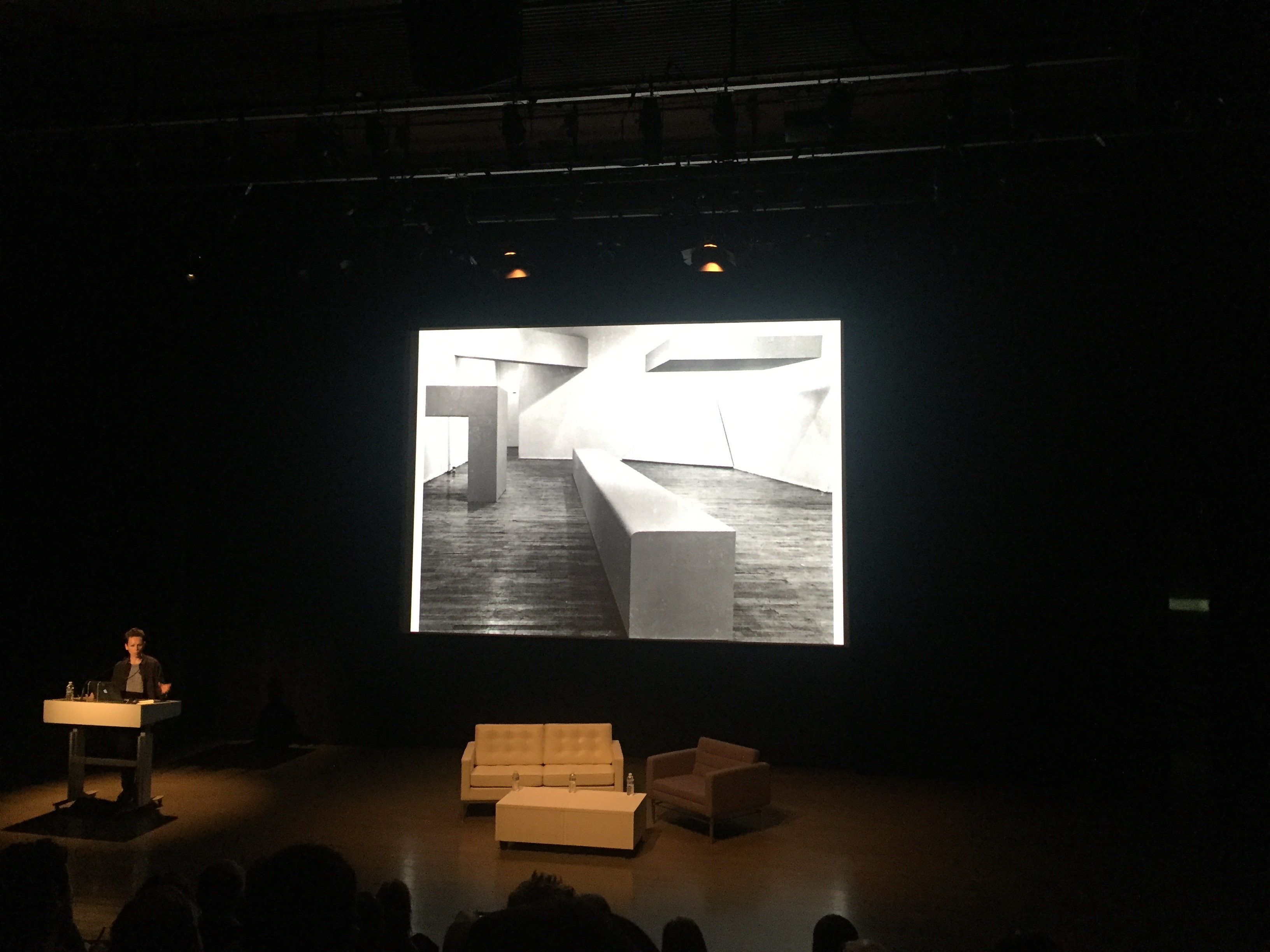
Charla de Carol Bove en ICA, Boston. La discusión de la artista sobre cómo la arquitectura interior influye en su obra de arte.

## Exposiciones
Desde que comenzó a realizar exposiciones a fines de la década de 1990, su trabajo ha sido objeto de varias exposiciones individuales, incluido el Museo de Arte Moderno de Nueva York; The Common Guild, Glasgow (ambos de 2013); Palacio de Tokio, París (2010); Sociedad Hortícola de Nueva York (2009); Museo de Arte Blanton, Austin, Texas (2006); Kunsthalle de Zúrich; Instituto de Arte Contemporáneo de Boston (ambos de 2004); y el Kunstverein de Hamburgo (2003). En 2017, Bove representó a Suiza en la 57.ª Bienal de Venecia . Otras exposiciones colectivas importantes incluyen Documenta 13 en Kassel, Alemania (2012); la 54.ª Bienal de Venecia (2011); y la Bienal de Whitney, Museo Whitney de Arte Americano, Nueva York (2008).
Las esculturas de Bove fueron parte del High Line Show Caterpillar, una de las últimas oportunidades para ver el High Line sin desarrollar.
En 2021, la exposición del Nasher Sculpture Center titulada Carol Bove: Collage Sculptures, se convirtió en la primera gran exposición de museo de Bove centrada únicamente en sus esculturas de acero.

## Colecciones
El trabajo de la artista está representado en colecciones permanentes en todo el mundo, incluido el Museo Whitney de Arte Americano, Nueva York; Fonds Régional d'Art Contemporain (FRAC) Nord-Pas de Calais, Dunkerque, Francia; Colección Jumex, Ciudad de México; el Instituto de Arte Contemporáneo de Boston; el Museo Solomon R. Guggenheim, Nueva York; El Museo de Arte Moderno, Nueva York; el Museo de Arte de la Universidad de Princeton, Nueva Jersey; el Museo de Arte Wadsworth Atheneum, Hartford, Connecticut; la Galería de Arte de la Universidad de Yale, New Haven, Connecticut; el Museo de Arte Contemporáneo Helga de Alvear de Cáceres.